# Butler County, Kentucky
Butler County är ett administrativt område i delstaten Kentucky, USA, med 12 690 invånare. Den administrativa huvudorten (county seat) är Morgantown.

## Geografi
Enligt United States Census Bureau har countyt en total area på 1 118 km². 1 109 km² av den arean är land och 9 km² är vatten.

### Angränsande countyn
- Ohio County - nordväst
- Grayson County - nordost
- Edmonson County - öst
- Warren County - sydost
- Logan County - syd
- Muhlenberg County - väst

### Orter
- Morgantown (huvudort)
- Rochester
- Woodbury